# Izar
Izar je potok, ki teče po jugovzhodnem robu Ljubljanskega barja v bližini naselja Lavrica. Kot desni pritok se izliva v reko Iščico, ta pa se nadalje izliva v Ljubljanico. Pritoka Izarja sta Škofeljščica in Rebrski potok.